# Boulon (rivière)
Pour les articles homonymes, voir Boulon.
Le Boulon est un ruisseau français de Vaucluse, et affluent du Coulon, donc sous-affluent du Rhône par le Coulon et la Durance.

## Géographie
De 3,4 km de longueur et prenant sa source à Robion à 128 m d'altitude, près du lieu-dit les Rochers de Baude, le Boulon conflue sur la commune de Cavaillon à 80 m d'altitude, en face du lieu-dit les Favardes. Il coule globalement du sud-est vers le nord-ouest. Le Boulon est dans l'extrémité ouest du parc naturel régional du Luberon. Il croise le canal de Carpentras à la limite des deux communes de Robion et Taillades à moins de 200 m au sud de la route départementale D 2.

## Affluent
Aucun affluent connu ou référencé.

## Communes et cantons traversés
Dans le seul département de Vaucluse le Boulon traverse trois communes et un canton :
- dans le sens amont vers aval : Robion (source), Taillades, Cavaillon (confluence).

Soit en termes de canton, le Boulon prend source, traverse et conflue dans le même canton de Cavaillon.

## Aménagements
Le Syndicat Intercommunal de Rivière du Calavon-Coulon s'occupe du contrat de rivière concernant le Coulon et ses affluents.